# Johann Friedrich Böttger
Johann Friedrich Böttger (anche Böttcher o Böttiger) (Kieslingswald, 4 febbraio 1682 – Dresda, 13 marzo 1719) è stato un chimico, inventore e alchimista tedesco.
Gli fu attribuito il merito di essere il primo europeo a scoprire il metodo per la creazione di porcellane a pasta dura nel 1708, ma alcune fonti affermano che fu inventato prima da alcuni produttori inglesi o Ehrenfried Walther von Tschirnhaus La fabbrica di Meissen, da lui fondata nel 1710, fu la prima a produrre porcellane in Europa in grandi quantità.